# تیک تیک تیک (فیلم ۲۰۱۸)
تیک تیک تیک (به انگلیسی: Tik Tik Tik) فیلمی هندی محصول سال ۲۰۱۸ و به کارگردانی شاکتی سوندار راجان است. در این فیلم بازیگرانی همچون جایام راوی، آرون عزیز، نیوتا پتوراج، رامش تیلاک، آرجونان و وینسنت آسوکان ایفای نقش کرده‌اند.